# Canadá nos Jogos Olímpicos de Inverno de 2006
O Canadá mandou 196 competidores para os Jogos Olímpicos de Inverno de 2006, em Turim, na Itália. A delegação conquistou 24 medalhas no total, sendo sete de ouro, dez de prata e sete de bronze, terminando assim na 5ª posição no quadro de medalhas.
A patinadora de velocidade Cindy Klassen foi a atleta que conquistou mais medalhas entre todos os atletas que competiram nesta edição dos Jogos Olímpicos, com cinco no total, sendo uma de ouro, duas de prata e duas de bronze.
A patinação de velocidade foi o esporte que mais deu medalhas a delegação canadense, com oito no total, sendo duas de ouro, quatro de prata e duas de bronze. Outro destaque foi no curling, onde a equipe masculina conquistou a medalha de ouro e a equipe feminina ficou com a medalha de bronze. No hóquei no gelo, destaque para equipe feminina que conquistou a medalha de ouro com cinco vitórias em cinco jogos. Os canadenses também conquistaram medalhas de ouro no esqui cross-country, esqui estilo livre e skeleton.

### 

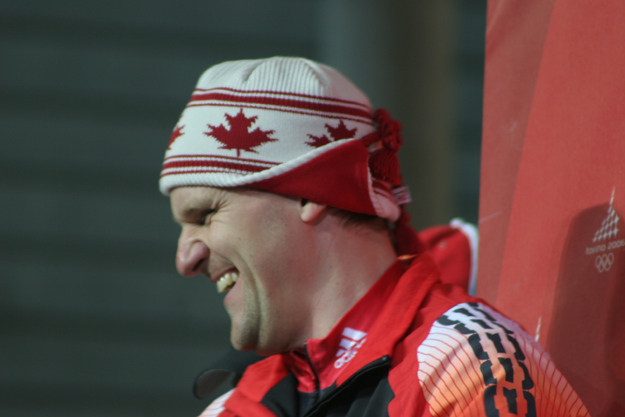
Pierre Lueders, medalha de prata nas Duplas masculinas.

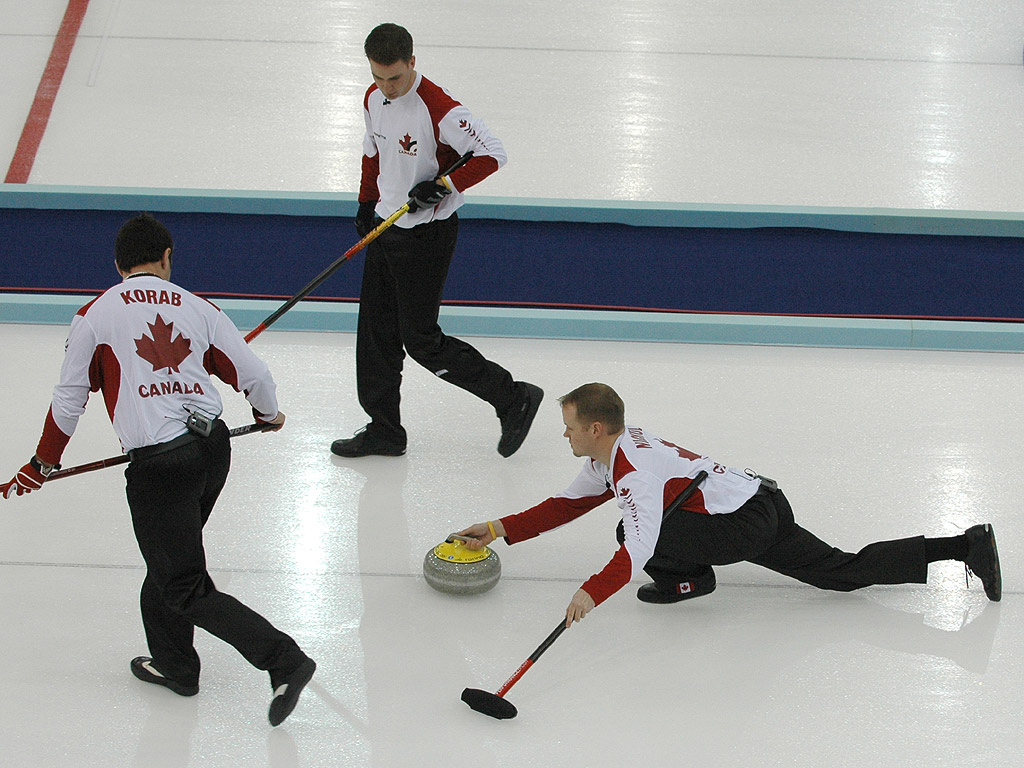
Equipe masculina durante a competição.

## Medalhas
| Atleta | Esporte | Evento                            | Medalha |
| --- | --- | --------------------------------- | ------- |
| Chandra Crawford | Esqui cross-country | Velocidade individual feminino    | Ouro    |
| Brad Gushue Jamie Korab Russ Howard Mark Nichols Mike Adam | Curling | Masculino                         | Ouro    |
| Jennifer Heil | Esqui estilo livre | Moguls feminino                   | Ouro    |
| \| Meghan Agosta Gillian Apps Jennifer Botterill Cassie Campbell Gillian Ferrari Danielle Goyette Jayna Hefford Becky Kellar Gina Kingsbury Charline Labonté Carla MacLeod \| Caroline Ouellette Cherie Piper Cheryl Pounder Colleen Sostorics Kim St-Pierre Vicky Sunohara Sarah Vaillancourt Katie Weatherston Hayley Wickenheiser \| | Hóquei no gelo | Feminino                          | Ouro    |
| Duff Gibson | Skeleton | Masculino                         | Ouro    |
| Cindy Klassen | Patinação de velocidade | 1500 m feminino                   | Ouro    |
| Clara Hughes | Patinação de velocidade | 5000 m feminino                   | Ouro    |
| Pierre Lueders Lascelles Brown | Bobsleigh | Duplas masculinas                 | Prata   |
| Sara Renner Beckie Scott | Esqui cross-country | Velocidade por equipes feminino   | Prata   |
| François-Louis Tremblay | Patinação de velocidade em pista curta | 500 m masculino                   | Prata   |
| Eric Bedard Jonathan Guilmette Charles Hamelin François-Louis Tremblay Mathieu Turcotte | Patinação de velocidade em pista curta | Revezamento 5000 m masculino      | Prata   |
| Alanna Kraus Anouk Leblanc-Boucher Amanda Overland Kalyna Roberge Tania Vicent | Patinação de velocidade em pista curta | Revezamento 3000 m feminino       | Prata   |
| Jeff Pain | Skeleton | Masculino                         | Prata   |
| Arne Dankers Steven Elm Denny Morrison Jason Parker Justin Warsylewicz | Patinação de velocidade | Perseguição por equipes masculino | Prata   |
| Kristina Groves Clara Hughes Cindy Klassen Christine Nesbitt Shannon Rempel | Patinação de velocidade | Perseguição por equipes feminino  | Prata   |
| Cindy Klassen | Patinação de velocidade | 1000 m feminino                   | Prata   |
| Kristina Groves | Patinação de velocidade | 1500 m feminino                   | Prata   |
| Shannon Kleibrink Amy Nixon Glenys Bakker Christine Keshen Sandra Jenkins | Curling | Feminino                          | Bronze  |
| Jeffrey Buttle | Patinação artística | Individual masculino              | Bronze  |
| Anouk Leblanc-Boucher | Patinação de velocidade em pista curta | 500 m masculino                   | Bronze  |
| Mellisa Hollingsworth-Richards | Skeleton | Feminino                          | Bronze  |
| Dominique Maltais | Snowboard | Snowboard cross feminino          | Bronze  |
| Cindy Klassen | Patinação de velocidade | 3000 m feminino                   | Bronze  |
| Cindy Klassen | Patinação de velocidade | 5000 m feminino                   | Bronze  |
| Meghan Agosta Gillian Apps Jennifer Botterill Cassie Campbell Gillian Ferrari Danielle Goyette Jayna Hefford Becky Kellar Gina Kingsbury Charline Labonté Carla MacLeod | Caroline Ouellette Cherie Piper Cheryl Pounder Colleen Sostorics Kim St-Pierre Vicky Sunohara Sarah Vaillancourt Katie Weatherston Hayley Wickenheiser |                                   |         |

## Desempenho

### Biatlo
| Atleta                                                      | Evento                | Final     | Final | Final |
| Atleta                                                      | Evento                | Tempo     | Pen.  | Pos.  |
| ----------------------------------------------------------- | --------------------- | --------- | ----- | ----- |
| Martine Albert                                              | Velocidade feminino   | 27:04.4   | 2     | 73    |
| Martine Albert                                              | Individual feminino   | 59:52.1   | 5     | 65    |
| Robin Clegg                                                 | Velocidade masculino  | 29:12.4   | 3     | 51    |
| Robin Clegg                                                 | Perseguição masculino | 40:30.33  | 7     | 44    |
| Robin Clegg                                                 | Individual masculino  | 59:21.5   | 2     | 36    |
| Sandra Keith                                                | Velocidade feminino   | 26:20.7   | 3     | 66    |
| Sandra Keith                                                | Individual feminino   | 55:56.3   | 2     | 42    |
| Zina Kocher                                                 | Velocidade feminino   | 26:11.1   | 4     | 62    |
| Zina Kocher                                                 | Individual feminino   | 54:18.8   | 3     | 27    |
| Jean Philippe Leguellec                                     | Velocidade masculino  | 29:32.3   | 2     | 60    |
| Jean Philippe Leguellec                                     | Individual masculino  | 1:00:28.0 | 3     | 48    |
| David Leoni                                                 | Velocidade masculino  | 28:50.4   | 1     | 42    |
| David Leoni                                                 | Perseguição masculino | 41:07.41  | 6     | 47    |
| David Leoni                                                 | Individual masculino  | 1:02:37.8 | 6     | 65    |
| Marie Pierre Parent                                         | Velocidade feminino   | 27:31.1   | 2     | 76    |
| Marie Pierre Parent                                         | Individual feminino   | 1:02:57.1 | 4     | 77    |
| Zina Kocher Sandra Keith Martine Albert Marie Pierre Parent | Revezamento feminino  | 1:26:09.7 | 11    | 17    |

### Bobsleigh
| Atleta                                                     | Evento             | Final      | Final      | Final      | Final      | Final   | Final            |
| Atleta                                                     | Evento             | 1ª corrida | 2ª corrida | 3ª corrida | 4ª corrida | Total   | Pos.             |
| ---------------------------------------------------------- | ------------------ | ---------- | ---------- | ---------- | ---------- | ------- | ---------------- |
| Serge Despres David Bissett                                | Duplas masculinas  | 56.13      | 55.92      | 56.69      | 56.93      | 3:45.67 | 11               |
| Pierre Lueders Lascelles Brown                             | Duplas masculinas  | 55.57      | 55.50      | 56.11      | 56.41      | 3:43.59 | Medalha de prata |
| Suzanne Gavine-Hlady Jaime Cruickshank                     | Duplas femininas   | 58.49      | 57.86      | 58.65      | 58.82      | 3:53.82 | 13               |
| Helen Upperton Heather Moyse                               | Duplas femininas   | 57.37      | 57.77      | 58.09      | 57.83      | 3:51.06 | 4                |
| Serge Despres Nathan Cunningham Steve Larsen David Bissett | Equipes masculinas | 56.10      | 56.15      | 55.69      | 55.58      | 3:43.52 | 18               |
| Pierre Lueders Ken Kotyk Morgan Alexander Lascelles Brown  | Equipes masculinas | 55.34      | 55.43      | 54.95      | 55.20      | 3:40.92 | 4                |

### Combinado nórdico
| Jason Myslicki | Velocidade           | 90.0  | 43 | 2:23 | 21:23.1 +2:54.1 | 41 |
| Jason Myslicki | Individual Gundersen | 207.5 | 32 | 3:40 | 46:21.0 +6:36.4 | 41 |
| Max Thompson   | Velocidade           | 84.5  | 45 | 2:45 | 22:09.3 +3:40.3 | 46 |
| Max Thompson   | Individual Gundersen | 171.5 | 46 | 6:04 | 47:57.8 +8:13.2 | 44 |

### Curling
| Equipe                                                                    | Evento    | Preliminar                | Preliminar | Semifinal                 | Final                                   | Pos.              |
| Equipe                                                                    | Evento    | Adversário Placar         | Pos.       | Adversário Placar         | Adversário Placar                       | Pos.              |
| ------------------------------------------------------------------------- | --------- | ------------------------- | ---------- | ------------------------- | --------------------------------------- | ----------------- |
| Shannon Kleibrink Amy Nixon Glenys Bakker Christine Keshen Sandra Jenkins | Feminino  | SWE Suécia D 5-7          | 3º         | SUI Suíça D 5-7           | Disputa do 3º lugar: NOR Noruega V 11-5 | Medalha de bronze |
| Shannon Kleibrink Amy Nixon Glenys Bakker Christine Keshen Sandra Jenkins | Feminino  | USA Estados Unidos V 11-5 | 3º         | SUI Suíça D 5-7           | Disputa do 3º lugar: NOR Noruega V 11-5 | Medalha de bronze |
| Shannon Kleibrink Amy Nixon Glenys Bakker Christine Keshen Sandra Jenkins | Feminino  | RUS Rússia V 6-5          | 3º         | SUI Suíça D 5-7           | Disputa do 3º lugar: NOR Noruega V 11-5 | Medalha de bronze |
| Shannon Kleibrink Amy Nixon Glenys Bakker Christine Keshen Sandra Jenkins | Feminino  | SUI Suíça D 5-6           | 3º         | SUI Suíça D 5-7           | Disputa do 3º lugar: NOR Noruega V 11-5 | Medalha de bronze |
| Shannon Kleibrink Amy Nixon Glenys Bakker Christine Keshen Sandra Jenkins | Feminino  | NOR Noruega V 10-8        | 3º         | SUI Suíça D 5-7           | Disputa do 3º lugar: NOR Noruega V 11-5 | Medalha de bronze |
| Shannon Kleibrink Amy Nixon Glenys Bakker Christine Keshen Sandra Jenkins | Feminino  | GBR Grã-Bretanha V 9-3    | 3º         | SUI Suíça D 5-7           | Disputa do 3º lugar: NOR Noruega V 11-5 | Medalha de bronze |
| Shannon Kleibrink Amy Nixon Glenys Bakker Christine Keshen Sandra Jenkins | Feminino  | JPN Japão D 2-5           | 3º         | SUI Suíça D 5-7           | Disputa do 3º lugar: NOR Noruega V 11-5 | Medalha de bronze |
| Shannon Kleibrink Amy Nixon Glenys Bakker Christine Keshen Sandra Jenkins | Feminino  | ITA Itália V 11-4         | 3º         | SUI Suíça D 5-7           | Disputa do 3º lugar: NOR Noruega V 11-5 | Medalha de bronze |
| Shannon Kleibrink Amy Nixon Glenys Bakker Christine Keshen Sandra Jenkins | Feminino  | DEN Dinamarca V 9-8       | 3º         | SUI Suíça D 5-7           | Disputa do 3º lugar: NOR Noruega V 11-5 | Medalha de bronze |
| Brad Gushue Mark Nichols Russ Howard Jamie Korab Mike Adam                | Masculino | GER Alemanha V 10-5       | 2º         | USA Estados Unidos V 11-5 | FIN Finlândia V 10-4                    | Medalha de ouro   |
| Brad Gushue Mark Nichols Russ Howard Jamie Korab Mike Adam                | Masculino | SWE Suécia D 7-8          | 2º         | USA Estados Unidos V 11-5 | FIN Finlândia V 10-4                    | Medalha de ouro   |
| Brad Gushue Mark Nichols Russ Howard Jamie Korab Mike Adam                | Masculino | GBR Grã-Bretanha V 9-5    | 2º         | USA Estados Unidos V 11-5 | FIN Finlândia V 10-4                    | Medalha de ouro   |
| Brad Gushue Mark Nichols Russ Howard Jamie Korab Mike Adam                | Masculino | SUI Suíça V 7-5           | 2º         | USA Estados Unidos V 11-5 | FIN Finlândia V 10-4                    | Medalha de ouro   |
| Brad Gushue Mark Nichols Russ Howard Jamie Korab Mike Adam                | Masculino | NOR Noruega V 6-5         | 2º         | USA Estados Unidos V 11-5 | FIN Finlândia V 10-4                    | Medalha de ouro   |
| Brad Gushue Mark Nichols Russ Howard Jamie Korab Mike Adam                | Masculino | FIN Finlândia D 7-8       | 2º         | USA Estados Unidos V 11-5 | FIN Finlândia V 10-4                    | Medalha de ouro   |
| Brad Gushue Mark Nichols Russ Howard Jamie Korab Mike Adam                | Masculino | ITA Itália D 6-7          | 2º         | USA Estados Unidos V 11-5 | FIN Finlândia V 10-4                    | Medalha de ouro   |
| Brad Gushue Mark Nichols Russ Howard Jamie Korab Mike Adam                | Masculino | NZL Nova Zelândia V 9-1   | 2º         | USA Estados Unidos V 11-5 | FIN Finlândia V 10-4                    | Medalha de ouro   |
| Brad Gushue Mark Nichols Russ Howard Jamie Korab Mike Adam                | Masculino | USA Estados Unidos V 6-3  | 2º         | USA Estados Unidos V 11-5 | FIN Finlândia V 10-4                    | Medalha de ouro   |

### Esqui alpino
| Atletas                | Evento                   | Final      | Final      | Final      | Final   | Final |
| Atletas                | Evento                   | 1ª Corrida | 2ª Corrida | 3ª Corrida | Total   | Pos.  |
| ---------------------- | ------------------------ | ---------- | ---------- | ---------- | ------- | ----- |
| Patrick Biggs          | Slalom masculino         | 54.38      | DNS        | DNS        | DNS     | DNS   |
| François Bourque       | Super-G masculino        |            |            |            | 1:31.27 | 8     |
| François Bourque       | Slalom gigante masculino | 1:16.61    | 1:19.31    |            | 2:35.92 | 4     |
| François Bourque       | Combinado masculino      | 1:40.50    | 47.52      | 46.23      | 3:14.25 | 21    |
| Thomas Grandi          | Slalom gigante masculino | 1:17.23    | 1:19.65    |            | 2:36.88 | 10    |
| Thomas Grandi          | Slalom masculino         | 53.64      | 51.20      |            | 1:44.84 | 9     |
| Erik Guay              | Super-G masculino        |            |            |            | 1:31.08 | 4     |
| Michael Janyk          | Slalom masculino         | 55.32      | 50.87      |            | 1:46.19 | 17    |
| John Kucera            | Downhill masculino       |            |            |            | 1:51.55 | 27    |
| John Kucera            | Super-G masculino        |            |            |            | 1:32.10 | 22    |
| John Kucera            | Combinado masculino      | 1:41.04    | 46.67      | 45.55      | 3:13.26 | 17    |
| Manuel Osborne-Paradis | Downhill masculino       |            |            |            | 1:50.45 | 13    |
| Manuel Osborne-Paradis | Super-G masculino        |            |            |            | 1:32.02 | 20    |
| Manuel Osborne-Paradis | Combinado masculino      | 1:39.69    | 50.11      | DNS        | DNS     | DNS   |
| Jean-Philippe Roy      | Slalom gigante masculino | 1:17.36    | DNS        | DNS        | DNS     | DNS   |
| Jean-Philippe Roy      | Slalom masculino         | DNS        | DNS        | DNS        | DNS     | DNS   |
| Ryan Semple            | Slalom gigante masculino | DNS        | DNS        | DNS        | DNS     | DNS   |
| Ryan Semple            | Combinado masculino      | 1:41.65    | DNS        | DNS        | DNS     | DNS   |
| Brigitte Acton         | Slalom gigante feminino  | 1:02.07    | 1:09.64    |            | 2:11.71 | 11    |
| Brigitte Acton         | Slalom feminino          | 44.75      | 47.15      |            | 1:31.90 | 17    |
| Brigitte Acton         | Combinado feminino       | 40.18      | 44.59      | 1:30.98    | 2:55.75 | 10    |
| Emily Brydon           | Downhill feminino        |            |            |            | 1:58.97 | 20    |
| Emily Brydon           | Super-G feminino         |            |            |            | 1:33.50 | 9     |
| Emily Brydon           | Combinado feminino       | 40.94      | 45.65      | 1:29.92    | 2:56.51 | 13    |
| Sherry Lawrence        | Downhill feminino        |            |            |            | 2:00.47 | 27    |
| Sherry Lawrence        | Super-G feminino         |            |            |            | 1:35.47 | 34    |
| Christina Lustenberger | Slalom gigante feminino  | DNS        | DNS        | DNS        | DNS     | DNS   |
| Shona Rubens           | Downhill feminino        |            |            |            | 2:00.30 | 26    |
| Shona Rubens           | Combinado feminino       | DNS        | DNS        | DNS        | DNS     | DNS   |
| Genevieve Simard       | Super-G feminino         |            |            |            | 1:34.38 | 20    |
| Genevieve Simard       | Slalom gigante feminino  | 1:01.47    | 1:09.26    |            | 2:10.73 | 5     |
| Kelly Vanderbeek       | Downhill feminino        |            |            |            | 1:59.63 | 24    |
| Kelly Vanderbeek       | Super-G feminino         |            |            |            | 1:33.09 | 4     |

### Esqui cross-country
| Atleta                                                  | Evento                           | Preliminares | Preliminares | Quartas     | Quartas     | Semifinal   | Semifinal   | Final       | Final            |
| Atleta                                                  | Evento                           | Total        | Pos.         | Total       | Pos.        | Total       | Pos.        | Total       | Pos.             |
| ------------------------------------------------------- | -------------------------------- | ------------ | ------------ | ----------- | ----------- | ----------- | ----------- | ----------- | ---------------- |
| Amanda Ammar                                            | Clássico feminino                |              |              |             |             |             |             | 31:51.7     | 54               |
| Amanda Ammar                                            | Velocidade individual feminino   | 2:22.78      | 49           | Não avançou | Não avançou | Não avançou | Não avançou | Não avançou | 49               |
| Chandra Crawford                                        | Perseguição combinada feminina   |              |              |             |             |             |             | 50:35.4     | 60               |
| Chandra Crawford                                        | Velocidade individual feminino   | 2:51.06      | 8 Q          | 2:14.2      | 1 Q         | 2:13.4      | 1 Q         | 2:12.3      | Medalha de ouro  |
| Sean Crooks                                             | Velocidade individual masculino  | 2:20.70      | 32           | Não avançou | Não avançou | Não avançou | Não avançou | Não avançou | 32               |
| Drew Goldsack                                           | Clássico masculino               |              |              |             |             |             |             | 42:09.3     | 53               |
| Drew Goldsack                                           | Velocidade individual masculino  | 2:20.62      | 31           | Não avançou | Não avançou | Não avançou | Não avançou | Não avançou | 31               |
| Drew Goldsack                                           | Perseguição combinada masculina  |              |              |             |             |             |             | 1:24:14.3   | 56               |
| George Grey                                             | Clássico masculino               |              |              |             |             |             |             | 40:43.9     | 31               |
| George Grey                                             | Perseguição combinada masculina  |              |              |             |             |             |             | 1:19:08.9   | 25               |
| George Grey                                             | Largada coletiva masculina       |              |              |             |             |             |             | 2:09:38.4   | 44               |
| Chris Jeffries                                          | Perseguição combinada masculina  |              |              |             |             |             |             | 1:26:17.0   | 61               |
| Chris Jeffries                                          | Largada coletiva masculina       |              |              |             |             |             |             | 2:13:49.5   | 58               |
| Devon Kershaw                                           | Clássico masculino               |              |              |             |             |             |             | 41:42.7     | 47               |
| Devon Kershaw                                           | Velocidade individual masculino  | 2:21.49      | 37           | Não avançou | Não avançou | Não avançou | Não avançou | Não avançou | 37               |
| Sara Renner                                             | Clássico feminino                |              |              |             |             |             |             | 28:33.0     | 8                |
| Sara Renner                                             | Perseguição combinada feminina   |              |              |             |             |             |             | 44:30.9     | 16               |
| Sara Renner                                             | Velocidade individual feminino   | 2:15.37      | 9 Q          | 2:15.6      | 4           | Não avançou | Não avançou | Não avançou | 16               |
| Dan Roycroft                                            | Clássico feminino                |              |              |             |             |             |             | 42:39.7     | 58               |
| Dan Roycroft                                            | Perseguição combinada feminina   |              |              |             |             |             |             | 1:20:53.3   | 39               |
| Dan Roycroft                                            | Largada coletiva masculina       |              |              |             |             |             |             | 2:13:47.5   | 57               |
| Beckie Scott                                            | Clássico feminino                |              |              |             |             |             |             | DSQ         | DSQ              |
| Beckie Scott                                            | Perseguição combinada feminina   |              |              |             |             |             |             | 43:20.6     | 6                |
| Beckie Scott                                            | Velocidade individual feminino   | 2:12.45      | 1 Q          | 2:16.6      | 1 Q         | 2:15.8      | 2 Q         | 2:14.7      | 4                |
| Milaine Theriault                                       | Clássico feminino                |              |              |             |             |             |             | 31:30.4     | 46               |
| Milaine Theriault                                       | Perseguição combinada feminina   |              |              |             |             |             |             | 48:38.9     | 54               |
| Milaine Theriault                                       | Largada coletiva feminina        |              |              |             |             |             |             | DNS         | DNS              |
| Phil Widmer                                             | Velocidade individual masculino  | 2:23.79      | 47           | Não avançou | Não avançou | Não avançou | Não avançou | Não avançou | 47               |
| George Grey Devon Kershaw                               | Velocidade por equipes masculino |              |              |             |             | 17:31.2     | 6           | Não avançou | 11               |
| Sara Renner Beckie Scott                                | Velocidade por equipes feminino  |              |              |             |             | 17:19.3     | 2 Q         | 16:37.5     | Medalha de prata |
| Devon Kershaw Sean Crooks Chris Jeffries George Grey    | Revezamento masculino            |              |              |             |             |             |             | 1:48:15.9   | 11               |
| Milaine Theriault Sara Renner Amanda Ammar Beckie Scott | Revezamento feminino             |              |              |             |             |             |             | 56:49.8     | 10               |

### Esqui estilo livre
| Atleta               | Evento            | Preliminar | Preliminar | Final       | Final           |
| Atleta               | Evento            | Pontos     | Pos.       | Pontos      | Pos.            |
| -------------------- | ----------------- | ---------- | ---------- | ----------- | --------------- |
| Jeff Bean            | Aerials masculino | 198.49     | 19         | Não avançou | 19              |
| Alexandre Bilodeau   | Moguls masculino  | 23.75      | 11 Q       | 23.42       | 11              |
| Marc-Andre Moreau    | Moguls masculino  | 24.69      | 3 Q        | 25.62       | 4               |
| Kyle Nissen          | Aerials masculino | 231.64     | 7 Q        | 244.91      | 5               |
| Steve Omischl        | Aerials masculino | 198.23     | 20         | Não avançou | 20              |
| Warren Shouldice     | Aerials masculino | 243.45     | 3 Q        | 239.70      | 6               |
| Chris Wong           | Moguls masculino  | 23.89      | 9 Q        | 22.88       | 14              |
| Veronika Bauer       | Aerials feminino  | 176.66     | 5 Q        | 125.65      | 12              |
| Deidra Dionne        | Aerials feminino  | 128.30     | 22         | Não avançou | 22              |
| Jennifer Heil        | Moguls feminino   | 26.67      | 1 Q        | 26.50       | Medalha de ouro |
| Amber Peterson       | Aerials feminino  | 153.07     | 15         | Não avançou | 15              |
| Kristi Richards      | Moguls feminino   | 23.76      | 8 Q        | 23.30       | 7               |
| Audrey Robichaud     | Moguls feminino   | 22.73      | 12 Q       | 23.10       | 8               |
| Stephanie St. Pierre | Moguls feminino   | 22.15      | 17 Q       | 22.52       | 12              |

### Hóquei no gelo
| Equipe | Evento    | Fase de grupos            | Fase de grupos | Quartas           | Semifinal           | Final             | Pos.            |
| Equipe | Evento    | Adversário Placar         | Pos.           | Adversário Placar | Adversário Placar   | Adversário Placar | Pos.            |
| --- | --------- | ------------------------- | -------------- | ----------------- | ------------------- | ----------------- | --------------- |
| Meghan Agosta Becky Kellar Colleen Sostorics Gillian Apps Gina Kingsbury Kim St-Pierre Jennifer Botterill Charline Labonté Vicky Sunohara Cassie Campbell Carla MacLeod Sarah Vaillancourt Gillian Ferrari Caroline Ouellette Katie Weatherston Danielle Goyette Cherie Piper Hayley Wickenheiser Jayna Hefford Cheryl Pounder | Feminino  | ITA Itália V 16-0         | 1º (Gr. A)     |                   | FIN Finlândia V 6-0 | SWE Suécia V 4-1  | Medalha de ouro |
| Meghan Agosta Becky Kellar Colleen Sostorics Gillian Apps Gina Kingsbury Kim St-Pierre Jennifer Botterill Charline Labonté Vicky Sunohara Cassie Campbell Carla MacLeod Sarah Vaillancourt Gillian Ferrari Caroline Ouellette Katie Weatherston Danielle Goyette Cherie Piper Hayley Wickenheiser Jayna Hefford Cheryl Pounder | Feminino  | RUS Rússia V 12-0         | 1º (Gr. A)     |                   | FIN Finlândia V 6-0 | SWE Suécia V 4-1  | Medalha de ouro |
| Meghan Agosta Becky Kellar Colleen Sostorics Gillian Apps Gina Kingsbury Kim St-Pierre Jennifer Botterill Charline Labonté Vicky Sunohara Cassie Campbell Carla MacLeod Sarah Vaillancourt Gillian Ferrari Caroline Ouellette Katie Weatherston Danielle Goyette Cherie Piper Hayley Wickenheiser Jayna Hefford Cheryl Pounder | Feminino  | SWE Suécia V 8-1          | 1º (Gr. A)     |                   | FIN Finlândia V 6-0 | SWE Suécia V 4-1  | Medalha de ouro |
| Brad Richards Todd Bertuzzi Shane Doan Simon Gagné Dany Heatley Joe Sakic Jarome Iginla Vincent Lecavalier Chris Pronger Martin St. Louis Joe Thornton Adam Foote Rick Nash Wade Redden Robyn Regehr Ryan Smyth Kris Draper Rob Blake Jay Bouwmeester Bryan McCabe                                                             | Masculino | ITA Itália V 7-2          | 3º (Gr. A)     | RUS Rússia D 0-2  | Não avançou         | Não avançou       | Não avançou     |
| Brad Richards Todd Bertuzzi Shane Doan Simon Gagné Dany Heatley Joe Sakic Jarome Iginla Vincent Lecavalier Chris Pronger Martin St. Louis Joe Thornton Adam Foote Rick Nash Wade Redden Robyn Regehr Ryan Smyth Kris Draper Rob Blake Jay Bouwmeester Bryan McCabe                                                             | Masculino | GER Alemanha V 5-1        | 3º (Gr. A)     | RUS Rússia D 0-2  | Não avançou         | Não avançou       | Não avançou     |
| Brad Richards Todd Bertuzzi Shane Doan Simon Gagné Dany Heatley Joe Sakic Jarome Iginla Vincent Lecavalier Chris Pronger Martin St. Louis Joe Thornton Adam Foote Rick Nash Wade Redden Robyn Regehr Ryan Smyth Kris Draper Rob Blake Jay Bouwmeester Bryan McCabe                                                             | Masculino | SUI Suíça D 0-2           | 3º (Gr. A)     | RUS Rússia D 0-2  | Não avançou         | Não avançou       | Não avançou     |
| Brad Richards Todd Bertuzzi Shane Doan Simon Gagné Dany Heatley Joe Sakic Jarome Iginla Vincent Lecavalier Chris Pronger Martin St. Louis Joe Thornton Adam Foote Rick Nash Wade Redden Robyn Regehr Ryan Smyth Kris Draper Rob Blake Jay Bouwmeester Bryan McCabe                                                             | Masculino | FIN Finlândia D 0-2       | 3º (Gr. A)     | RUS Rússia D 0-2  | Não avançou         | Não avançou       | Não avançou     |
| Brad Richards Todd Bertuzzi Shane Doan Simon Gagné Dany Heatley Joe Sakic Jarome Iginla Vincent Lecavalier Chris Pronger Martin St. Louis Joe Thornton Adam Foote Rick Nash Wade Redden Robyn Regehr Ryan Smyth Kris Draper Rob Blake Jay Bouwmeester Bryan McCabe                                                             | Masculino | CZE República Checa V 3-2 | 3º (Gr. A)     | RUS Rússia D 0-2  | Não avançou         | Não avançou       | Não avançou     |

### Luge
| Atleta                      | Evento               | Final      | Final      | Final      | Final      | Final    | Final |
| Atleta                      | Evento               | 1ª corrida | 2ª corrida | 3ª corrida | 4ª corrida | Total    | Pos.  |
| --------------------------- | -------------------- | ---------- | ---------- | ---------- | ---------- | -------- | ----- |
| Jeff Christie               | Individual masculino | 52.382     | 52.027     | 52.013     | 51.939     | 3:28.361 | 14    |
| Ian Cockerline              | Individual masculino | 52.290     | 52.107     | 52.255     | DNF        | DNF      | DNF   |
| Samuel Edney                | Individual masculino | 52.663     | 52.523     | 52.360     | 52.311     | 3:29.857 | 19    |
| Alex Gough                  | Individual feminino  | 48.286     | 49.902     | 47.922     | 48.045     | 3:14.155 | 20    |
| Regan Lauscher              | Individual feminino  | 47.584     | 47.418     | 47.320     | 47.321     | 3:09.643 | 10    |
| Meaghan Simister            | Individual feminino  | 48.185     | 48.682     | DNF        | DNF        | DNF      | DNF   |
| Grant Albrecht Eric Pothier | Duplas               | 47.478     | 48.083     |            |            | 1:35.561 | 10    |
| Chris Moffat Mike Moffat    | Duplas               | 47.715     | 47.826     |            |            | 1:35.541 | 9     |

### Patinação artística
| Atleta                       | Evento               | Programa curto | Programa curto | Programa longo | Programa longo | Total  | Total             |
| Atleta                       | Evento               | Pontos         | Pos.           | Pontos         | Pos.           | Pontos | Pos.              |
| ---------------------------- | -------------------- | -------------- | -------------- | -------------- | -------------- | ------ | ----------------- |
| Jeffrey Buttle               | Individual masculino | 73.29          | 6 Q            | 154.30         | 2              | 227.59 | Medalha de bronze |
| Mira Leung                   | Individual feminino  | 50.61          | 14 Q           | 94.55          | 12             | 145.16 | 12                |
| Joannie Rochette             | Individual feminino  | 55.85          | 9 Q            | 111.42         | 5              | 167.27 | 5                 |
| Emanuel Sandhu               | Individual masculino | 69.75          | 7 Q            | 120.49         | 14             | 190.24 | 13                |
| Shawn Sawyer                 | Individual masculino | 67.20          | 12 Q           | 123.63         | 12             | 190.24 | 12                |
| Jessica Dube Bryce Davison   | Duplas               | 55.48          | 11             | 104.23         | 10             | 159.71 | 10                |
| Valerie Marcoux Craig Buntin | Duplas               | 55.62          | 10             | 102.59         | 11             | 158.21 | 11                |

| Atleta                               | Evento        | Dança obrigatória | Dança obrigatória | Dança original | Dança original | Dança livre | Dança livre | Total       | Total       |
| Atleta                               | Evento        | Pontos            | Pos.              | Pontos         | Pos.           | Pontos      | Pos.        | Pontos      | Pos.        |
| ------------------------------------ | ------------- | ----------------- | ----------------- | -------------- | -------------- | ----------- | ----------- | ----------- | ----------- |
| Marie-France Dubreuil Patrice Lauzon | Dança no gelo | 37.44             | 4                 | 54.36          | 7              | Não avançou | Não avançou | Não avançou | Não avançou |
| Megan Wing Aaron Lowe                | Dança no gelo | 31.42             | 12                | 49.17          | 12             | 85.81       | 12          | 166.40      | 11          |

### Patinação de velocidade
Individual
| Atleta                   | Evento           | 1ª corrida | 1ª corrida | 2ª corrida | 2ª corrida | Final    | Final             |
| Atleta                   | Evento           | Tempo      | Pos.       | Tempo      | Pos.       | Tempo    | Pos.              |
| ------------------------ | ---------------- | ---------- | ---------- | ---------- | ---------- | -------- | ----------------- |
| Arne Dankers             | 1500 m masculino |            |            |            |            | 1:48.42  | 17                |
| Arne Dankers             | 5000 m masculino |            |            |            |            | 6:21.26  | 5                 |
| Arne Dankers             | 1000 m masculino |            |            |            |            | 13:23.55 | 9                 |
| Steven Elm               | 1000 m masculino |            |            |            |            | 1:11.36  | 29                |
| Steven Elm               | 1500 m masculino |            |            |            |            | 1:48.09  | 12                |
| Steven Elm               | 5000 m masculino |            |            |            |            | 6:41.53  | 22                |
| Michael Ireland          | 500 m masculino  | 35.59      | 11         | 35.29      | 6          | 1:10.88  | 7                 |
| Vincent Labrie           | 500 m masculino  | 36.31      | 29         | 36.12      | 29         | 1:12.43  | 29                |
| Brock Miron              | 500 m masculino  | 36.42      | 32         | 36.12      | 29         | 1:12.54  | 30                |
| Denny Morrison           | 1000 m masculino |            |            |            |            | 1:10.44  | 19                |
| Denny Morrison           | 1500 m masculino |            |            |            |            | 1:48.04  | 11                |
| Francois Olivier Roberge | 1000 m masculino |            |            |            |            | 1:10.20  | 16                |
| Justin Warsylewicz       | 1500 m masculino |            |            |            |            | 1:49.77  | 27                |
| Justin Warsylewicz       | 5000 m masculino |            |            |            |            | 6:43.74  | 24                |
| Jeremy Wotherspoon       | 500 m masculino  | 35.37      | 5          | 35.68      | 17         | 1:11.05  | 9                 |
| Jeremy Wotherspoon       | 1000 m masculino |            |            |            |            | 1:09.76  | 11                |
| Kristina Groves          | 1000 m feminino  |            |            |            |            | 1:16.54  | 5                 |
| Kristina Groves          | 1500 m feminino  |            |            |            |            | 1:56.74  | Medalha de prata  |
| Kristina Groves          | 3000 m feminino  |            |            |            |            | 4:09.03  | 8                 |
| Kristina Groves          | 5000 m feminino  |            |            |            |            | 7:03.95  | 6                 |
| Clara Hughes             | 3000 m feminino  |            |            |            |            | 4:09.17  | 9                 |
| Clara Hughes             | 5000 m feminino  |            |            |            |            | 6:59.07  | Medalha de ouro   |
| Cindy Klassen            | 1000 m feminino  |            |            |            |            | 1:16.09  | Medalha de prata  |
| Cindy Klassen            | 1500 m feminino  |            |            |            |            | 1:55.27  | Medalha de ouro   |
| Cindy Klassen            | 3000 m feminino  |            |            |            |            | 4:04.37  | Medalha de bronze |
| Cindy Klassen            | 5000 m feminino  |            |            |            |            | 7:00.57  | Medalha de bronze |
| Krisy Myers              | 500 m feminino   | 39.83      | 23         | 39.60      | 21         | 1:19.43  | 22                |
| Christine Nesbitt        | 1000 m feminino  |            |            |            |            | 1:17.54  | 14                |
| Christine Nesbitt        | 1500 m feminino  |            |            |            |            | 1:59.15  | 7                 |
| Shannon Rempel           | 500 m feminino   | 39.42      | 15         | 39.43      | 19         | 1:18.85  | 16                |
| Shannon Rempel           | 1000 m feminino  |            |            |            |            | 1:18.35  | 24                |
| Shannon Rempel           | 1500 m feminino  |            |            |            |            | 2:02.24  | 28                |
| Kerry Simpson            | 500 m feminino   | 39.69      | 22         | 39.65      | 22         | 1:19.34  | 21                |
| Kim Weger                | 500 m feminino   | 40.01      | 25         | 39.98      | 27         | 1:19.99  | 26                |

Perseguição por equipes
| Atleta                                                                      | Evento                            | Preliminar   | Preliminar | Quartas                          | Semifinal                 | Final                      | Final            |
| Atleta                                                                      | Evento                            | Tempo        | Pos.       | Adversário Tempo                 | Adversário Tempo          | Adversário Tempo           | Pos.             |
| --------------------------------------------------------------------------- | --------------------------------- | ------------ | ---------- | -------------------------------- | ------------------------- | -------------------------- | ---------------- |
| Arne Dankers Steven Elm Denny Morrison Jason Parker Justin Warsylewicz      | Perseguição por equipes masculino | 3:47.37 (OR) | 1          | JPN Japão (8) V 3:52.01          | NOR Noruega (4) V 3:44.91 | ITA Itália (2) D 3:47.28   | Medalha de prata |
| Kristina Groves Clara Hughes Cindy Klassen Christine Nesbitt Shannon Rempel | Perseguição por equipes feminino  | 3:06.45      | 3          | USA Estados Unidos (6) V 3:01.24 | JPN Japão (7) V 3:02.13   | GER Alemanha (2) D 3:02.91 | Medalha de prata |

### Patinação de velocidade em pista curta
| Atleta                                                                                  | Evento                       | Preliminar | Preliminar | Quartas     | Quartas     | Semifinal   | Semifinal   | Final            | Final             |
| Atleta                                                                                  | Evento                       | Tempo      | Pos.       | Tempo       | Pos.        | Tempo       | Pos.        | Tempo            | Pos.              |
| --------------------------------------------------------------------------------------- | ---------------------------- | ---------- | ---------- | ----------- | ----------- | ----------- | ----------- | ---------------- | ----------------- |
| Éric Bédard                                                                             | 500 m masculino              | 42.480     | 1 Q        | 42.267      | 1 Q         | 41.950      | 2 Q         | 42.093           | 4                 |
| Éric Bédard                                                                             | 1000 m masculino             | 1:28.274   | 1 Q        | 1:27.546    | 2 Q         | DSQ         | DSQ         | DSQ              | DSQ               |
| Charles Hamelin                                                                         | 1500 m masculino             | 2:19.469   | 1 Q        |             |             | 2:20.854    | 1 Q         | 2:26.375         | 4                 |
| François-Louis Tremblay                                                                 | 500 m masculino              | 42.779     | 2 Q        | 42.110      | 2 Q         | 42.261      | 1 Q         | 42.002           | Medalha de prata  |
| François-Louis Tremblay                                                                 | 1000 m masculino             | 1:28.925   | 1 Q        | DSQ         | DSQ         | DSQ         | DSQ         | DSQ              | DSQ               |
| Mathieu Turcotte                                                                        | 1500 m masculino             | 2:23.402   | 1 Q        |             |             | 2:18.280    | 3           | Final B 2:24.558 | 6                 |
| Alanna Kraus                                                                            | 500 m feminino               | 45.688     | 1 Q        | 45.172      | 3           | Não avançou | Não avançou | Não avançou      | 9                 |
| Anouk Leblanc-Boucher                                                                   | 500 m feminino               | 45.929     | 1 Q        | 44.821      | 2 Q         | 45.234      | 2 Q         | 44.759           | Medalha de bronze |
| Anouk Leblanc-Boucher                                                                   | 1500 m feminino              | 2:28.001   | 4          | Não avançou | Não avançou | Não avançou | Não avançou | Não avançou      | 16                |
| Amanda Overland                                                                         | 1000 m feminino              | 1:33.761   | 1 Q        | 1:33.012    | 2 Q         | 1:33.102    | 3           | Final B 1:34.191 | 5                 |
| Amanda Overland                                                                         | 1500 m feminino              | 2:27.666   | 2 Q        |             |             | 2:22.946    | 2 Q         | 2:26.495         | 5                 |
| Kalyna Roberge                                                                          | 500 m feminino               | 45.396     | 1 Q        | 45.710      | 2 Q         | 44.960      | 3           | Final B 46.605   | 4                 |
| Tania Vicent                                                                            | 1000 m feminino              | 1:33.904   | 1 Q        | 1:35.594    | 3 ADV       | 1:32.650    | 3           | Final B 1:34.099 | 4                 |
| Éric Bédard Jonathan Guilmette Charles Hamelin François-Louis Tremblay Mathieu Turcotte | Revezamento 5000 m masculino |            |            |             |             | 6:57.004    | 1           | 6:43.707         | Medalha de prata  |
| Alanna Kraus Anouk Leblanc-Boucher Amanda Overland Kalyna Roberge Tania Vicent          | Revezamento 3000 m feminino  |            |            |             |             | 4:17.231    | 2 Q         | 4:17.336         | Medalha de prata  |

### Salto de esqui
| Atleta                                                | Evento                  | Preliminar | Preliminar | 1ª rodada   | 1ª rodada   | Final       | Final       | Final |
| Atleta                                                | Evento                  | Pontos     | Pos.       | Pontos      | Pos.        | Pontos      | Total       | Pos.  |
| ----------------------------------------------------- | ----------------------- | ---------- | ---------- | ----------- | ----------- | ----------- | ----------- | ----- |
| Gregory Baxter                                        | Pista normal individual | 100.0      | 41         | Não avançou | Não avançou | Não avançou | Não avançou | 41    |
| Gregory Baxter                                        | Pista longa individual  | 58.5       | 24         | Não avançou | Não avançou | Não avançou | Não avançou | 41    |
| Graeme Gorham                                         | Pista normal individual | 97.5       | 42         | Não avançou | Não avançou | Não avançou | Não avançou | 42    |
| Graeme Gorham                                         | Pista longa individual  | 69.4       | 35 Q       | 61.1        | 50          | Não avançou | Não avançou | 50    |
| Michael Nell                                          | Pista normal individual | 83.5       | 50         | Não avançou | Não avançou | Não avançou | Não avançou | 50    |
| Michael Nell                                          | Pista longa individual  | 48.0       | 49         | Não avançou | Não avançou | Não avançou | Não avançou | 49    |
| Stefan Read                                           | Pista normal individual | 114.5      | 21 Q       | 105.0       | 42          | Não avançou | Não avançou | 42    |
| Stefan Read                                           | Pista longa individual  | 88.5       | 19 Q       | 98.8        | 26 Q        | 89.4        | 188.2       | 30    |
| Gregory Baxter Graeme Gorham Michael Nell Stefan Read | Pista longa por equipes | 276.8      | 15         | Não avançou | Não avançou | Não avançou | Não avançou | 15    |

### Skeleton
| Atleta                         | Evento    | Final      | Final      | Final   | Final             |
| Atleta                         | Evento    | 1ª corrida | 2ª corrida | Total   | Pos.              |
| ------------------------------ | --------- | ---------- | ---------- | ------- | ----------------- |
| Lindsay Alcock                 | Feminino  | 1:01.26    | 1:01.59    | 2:02.85 | 10                |
| Paul Boehm                     | Masculino | 58.61      | 58.45      | 1:57.06 | 4                 |
| Duff Gibson                    | Masculino | 57.80      | 58.08      | 1:55.88 | Medalha de ouro   |
| Mellisa Hollingsworth-Richards | Feminino  | 1:00.39    | 1:01.02    | 2:01.41 | Medalha de bronze |
| Jeff Pain                      | Feminino  | 57.98      | 58.16      | 1:56.14 | Medalha de prata  |

### Snowboard
Halfpipe
| Atleta           | Evento             | Preliminar | Preliminar | Preliminar | Preliminar | Final       | Final       | Final |
| Atleta           | Evento             | Pontos     | Pos.       | Pontos     | Pos.       | 1ª corrida  | 2ª corrida  | Pos.  |
| ---------------- | ------------------ | ---------- | ---------- | ---------- | ---------- | ----------- | ----------- | ----- |
| Sarah Conrad     | Halfpipe feminino  | 19.4       | 20         | 33.5       | 9          | Não avançou | Não avançou | 15    |
| Justin Lamoureux | Halfpipe masculino | 10.1       | 41         | 31.5       | 15         | Não avançou | Não avançou | 21    |
| Crispin Lipscomb | Halfpipe masculino | 19.6       | 30         | 37.9       | 6 Q        | (23.4)      | 33.5        | 11    |
| Brad Martin      | Halfpipe masculino | 27.2       | 21         | 34.7       | 10         | Não avançou | Não avançou | 16    |
| Hugo Lemay       | Halfpipe masculino | 26.0       | 24         | 34.1       | 12         | Não avançou | Não avançou | 18    |
| Mercedes Nicoll  | Halfpipe feminino  | 33.0       | 9          | 17.5       | 21         | Não avançou | Não avançou | 27    |
| Maelle Ricker    | Halfpipe feminino  | 25.9       | 16         | 23.2       | 23         | Não avançou | Não avançou | 29    |
| Dominique Vallee | Halfpipe feminino  | 31.5       | 12         | 24.5       | 15         | Não avançou | Não avançou | 21    |

Slalom gigante paralelo
| Atleta             | Evento                            | Preliminar | Preliminar | Oitavas          | Quartas          | Semifinal        | Final            | Final            | Final |
| Atleta             | Evento                            | Pontos     | Pos.       | Adversário Tempo | Adversário Tempo | Adversário Tempo | Adversário Tempo | Adversário Tempo | Pos.  |
| ------------------ | --------------------------------- | ---------- | ---------- | ---------------- | ---------------- | ---------------- | ---------------- | ---------------- | ----- |
| Jasey-Jay Anderson | Slalom gigante paralelo masculino | 1:12.75    | 20         | Não avançou      | Não avançou      | Não avançou      | Não avançou      | Não avançou      | 20    |
| Philippe Berube    | Slalom gigante paralelo masculino | 1:30.03    | 29         | Não avançou      | Não avançou      | Não avançou      | Não avançou      | Não avançou      | 29    |
| Alexa Loo          | Slalom gigante paralelo feminino  | 1:23.51    | 20         | Não avançou      | Não avançou      | Não avançou      | Não avançou      | Não avançou      | 20    |

Snowboard Cross
| Atleta             | Evento                    | Preliminar | Preliminar | Oitavas     | Quartas     | Semifinal   | Final            | Final             |
| Atleta             | Evento                    | Pontos     | Pos.       | Posição     | Posição     | Posição     | Posição          | Pos.              |
| ------------------ | ------------------------- | ---------- | ---------- | ----------- | ----------- | ----------- | ---------------- | ----------------- |
| Jasey-Jay Anderson | Snowboard cross masculino | 1:22.27    | 20 Q       | 1 Q         | 1 Q         | 4           | Final 1          | 5                 |
| Francois Boivin    | Snowboard cross masculino | 1:23.17    | 30 Q       | 2 Q         | 3           | Não avançou | Disputa 9º-12º 2 | 10                |
| Dominique Maltais  | Snowboard cross feminino  | 1:29.33    | 2 Q        |             | 1 Q         | 2 Q         | 3                | Medalha de bronze |
| Drew Neilson       | Snowboard cross masculino | 1:19:93    | 1 Q        | 3           | Não avançou | Não avançou | Não avançou      | 17                |
| Maelle Ricker      | Snowboard cross feminino  | 1:27.85    | 1 Q        |             | 1 Q         | 1 Q         | 4                | 4                 |
| Erin Simmons       | Snowboard cross feminino  | 1:32.74    | 17         | Não avançou | Não avançou | Não avançou | Não avançou      | 17                |
| Dominique Vallee   | Snowboard cross feminino  | 1:33.57    | 19         | Não avançou | Não avançou | Não avançou | Não avançou      | 19                |
| Tom Velisek        | Snowboard cross masculino | 1:22.12    | 18 Q       | 3           | Não avançou | Não avançou | Não avançou      | 23                |

Legenda
| Recorde mundial      | Recorde mundial (World record)               |                       | Recorde africano                      | Recorde africano (African) |                                           | Q | Classificado por posição (Qualified) |
| Recorde olímpico     | Recorde olímpico (Olympic record)            | Recorde da América    | Recorde da América (Americas)         | q                          | Classificado por melhor tempo (Qualified) |   |                                      |
| Melhor marca do ano  | Melhor marca do ano (World leading)          | Recorde asiático      | Recorde asiático (Asian)              | DNS                        | Não largou (Did not start)                |   |                                      |
| Recorde nacional     | Recorde nacional (National record)           | Recorde europeu       | Recorde europeu (European)            | DNF                        | Não terminou (Did not finish)             |   |                                      |
| Recorde pessoal      | Recorde pessoal do atleta (Personal best)    | Recorde da Oceania    | Recorde da Oceania (Oceania)          | DSQ / DQ                   | Desclassificado (Disqualified)            |   |                                      |
| Recorde da temporada | Recorde da temporada do atleta (Season best) | Recorde sul-americano | Recorde sul-americano (South America) | NM                         | Sem marca (No mark)                       |   |                                      |